# Agrochola catenata
Agrochola catenata là một loài bướm đêm trong họ Noctuidae.